# Гипсы-1
Гипсы-1 — система гипсовых выработок в Камско-Устьинском районе Татарстана. Расположена в обрывистом берегу Волги (Богородские горы), на высоте около 20 метров над уровнем Куйбышевского водохранилища, к юго-востоку от поселка Тенишево. Является одной из немногих недействующих гипсовых штолен, доступных для посещения туристами в Татарстане.
Штольни образовались при разработке пласта гипса, так называемого «семисаженника», в 1930-е годы. К 1950-м разработка прекратилась. Система имеет 11 частично заваленных выходов. В системе сохранились остатки буров, рельс для вагонеток.
В 2005 году произошла первая сбойка, а в 2011 году вторая с ныне действующим, крупнейшим в Европе Тенишевским рудником, проход в который запрещен.

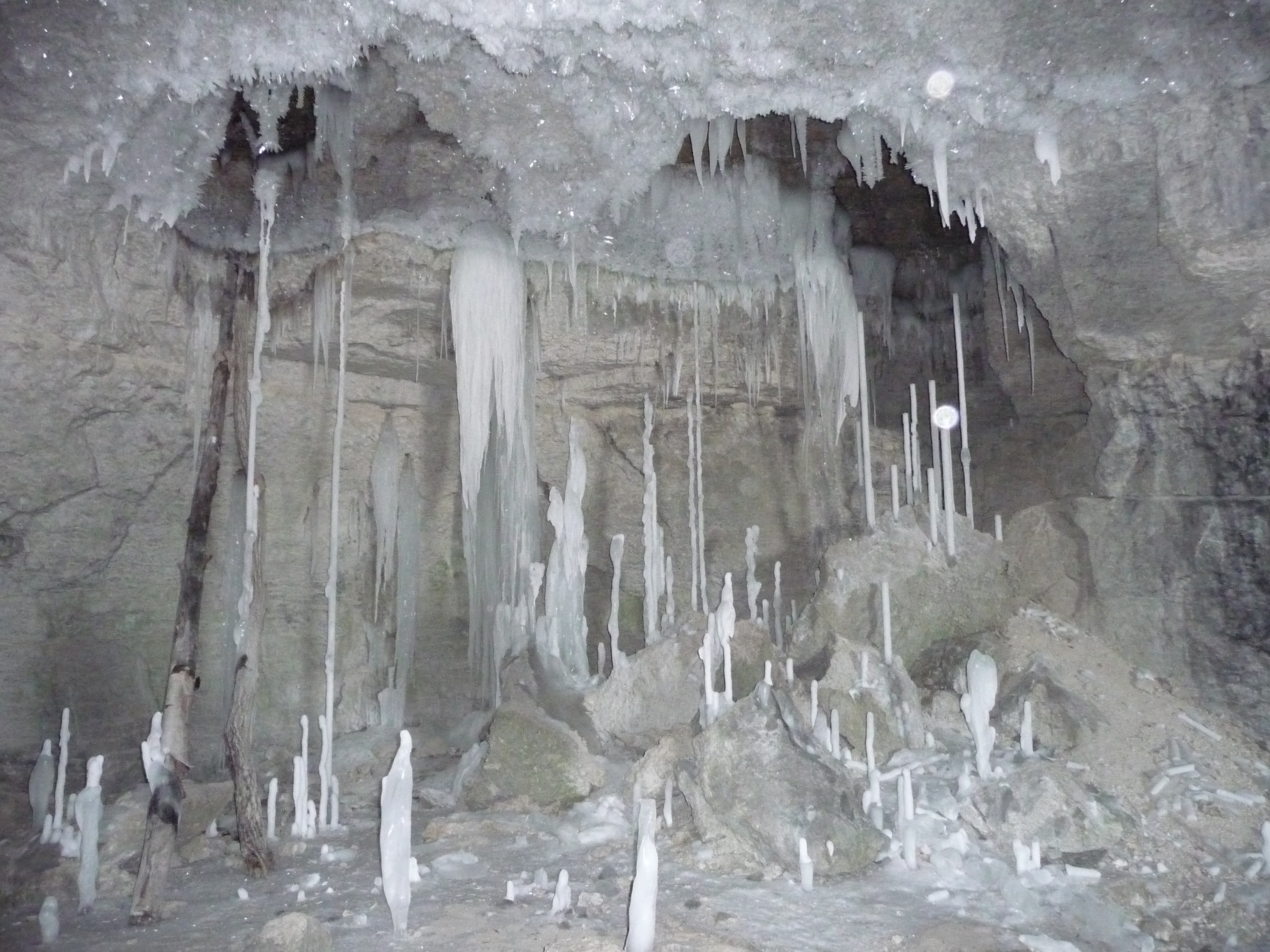
Ледяные сталагмиты зимой

Площадка около входа в Гипсы-1 используется как стенка для скалолазов (скалодром).
В непосредственной близости от штолен располагается Юрьевская пещера.